# Глигану де Сус (Арђеш)
Глигану де Сус (рум. Gliganu de Sus) насеље је у Румунији у округу Арђеш у општини Рочу. Oпштина се налази на надморској висини од 230 m.

## Становништво
Према подацима из 2002. године у насељу је живело 838 становника.

### Попис2002.
| Расподела становништва по националности 2002.‍ | Расподела становништва по националности 2002.‍ | Расподела становништва по националности 2002.‍ | Расподела становништва по националности 2002.‍ | Расподела становништва по националности 2002.‍ |
| --------------------------------------------- | --------------------------------------------- | --------------------------------------------- | --------------------------------------------- | --------------------------------------------- |
|                                               |                                               |                                               |                                               |                                               |
| Румуни                                        | Румуни                                        |                                               | 796                                           | 95,0%                                         |
| Роми                                          | Роми                                          |                                               | 42                                            | 5,0%                                          |